# Bamboo (cocktail)
Il Bamboo è un cocktail a base di sherry e vermut. Ha fatto parte della lista dei cocktail ufficialmente riconosciuta dall'IBA dal 1961 al 1986.

## Storia
Questo drink venne inventato nel 1889 da Louis Eppinger, barman californiano in servizio presso il Grand Hotel di Yokohama in Giappone. 
Eppinger inventò il Bamboo basandosi sulla ricetta dell'Adonis, sostituendo il vermut italiano con quello francese, maggiormente reperibile sul mercato giapponese dell'epoca. 
A seguito dell'inclusione della ricetta nel libro "The World's Drink" di William Boothby, famoso barman e scrittore del XX secolo, il drink divenne popolare prima negli Stati Uniti e poi nel resto del mondo. Secondo Boothby il Bamboo nacque come semplice variante del Martini Cocktail, nonostante la diversa proporzione dei distillati.

## Composizione

### Ingredienti
- 1/2 dry sherry
- 1/2 vermut dry
- una goccia di orange bitter[6]

### Preparazione
Il Bamboo si prepara versando gli ingredienti all'interno di uno shaker con cubetti di ghiaccio. Agitare vigorosamente e filtrare con uno strainer in una coppetta da cocktail precedentemente raffreddata. 